# Saint Anne Sandy Point

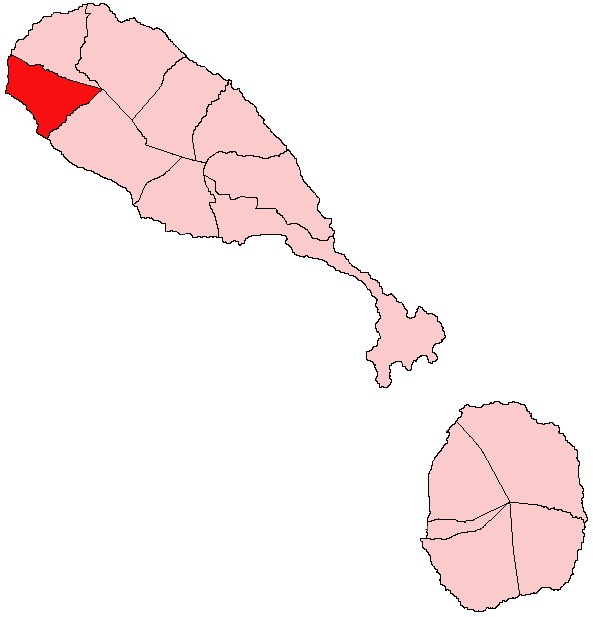

Saint Anne Sandy Point – parafia w zachodniej części wyspy Saint Kitts należącej do Saint Kitts i Nevis. Jej stolicą jest Sandy Point. Powierzchnia parafii wynosi 12,8 km², liczy ona 3140 mieszkańców (2001).